# 新中院

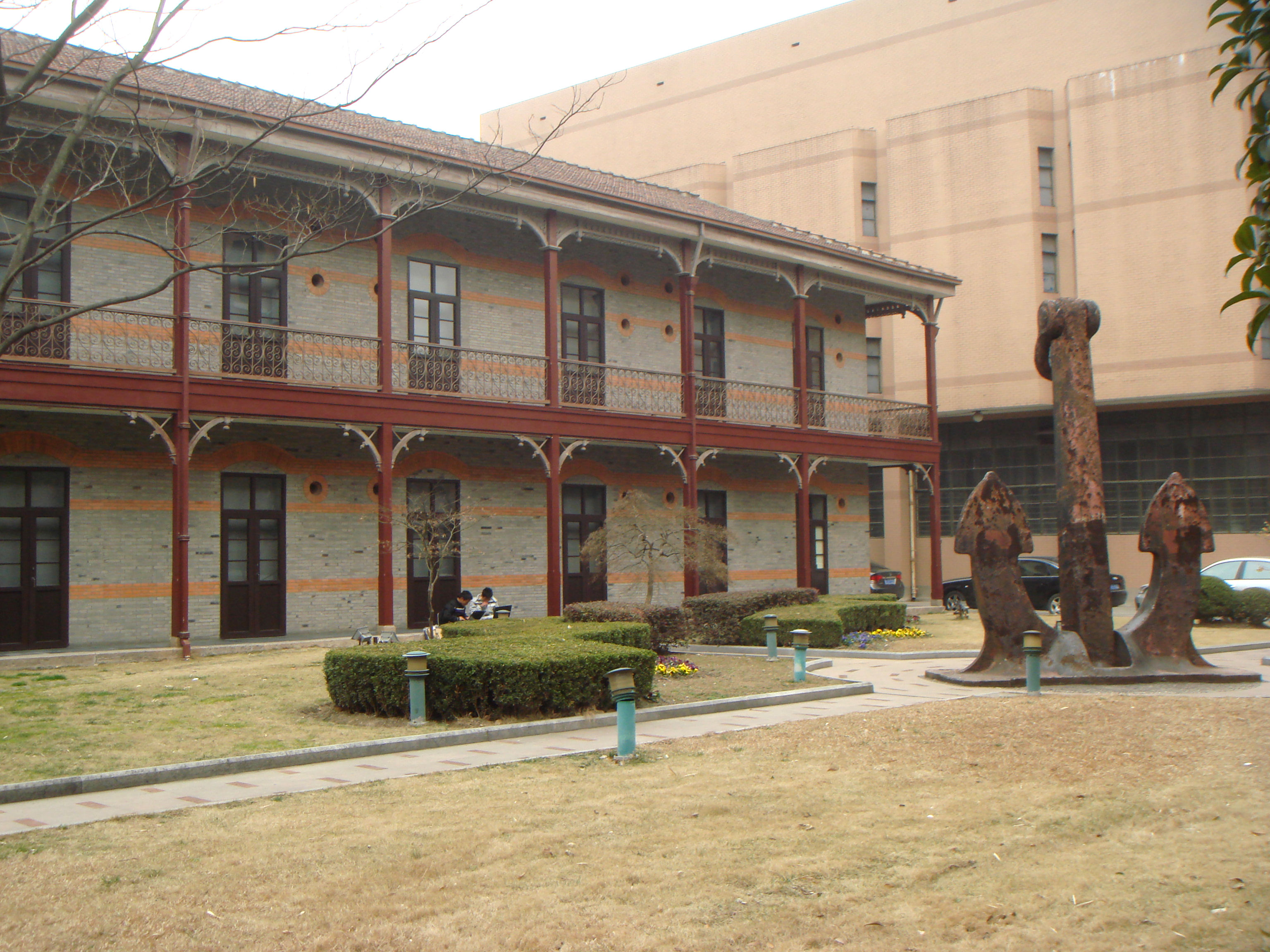
新中院

新中院位于上海交通大学徐汇校区东北角，落成于1910年，现作为董浩云航运博物馆馆舍使用。

## 历史
新中院建于为传统砖木结构外廊式建筑，采用康白渡式风格（compradoric style，“买办风格”），楼高2层，建筑面积1,250平方米，平面为方形，中间有天井。建筑墙面为青砖，以红砖为腰线，四围有走廊。初作为男生宿舍使用，最初入住的是附中学生，后来改为学校低年级学生的宿舍。抗日战争中，日本的同文书院进驻，日本宪兵住在新中院。中华人民共和国成立后，新中院被加以改造，成为院系办公场所。2003年，改作董浩云航运博物馆。建筑前方有一铁锚。

## 相关建筑
上海交通大学徐汇校区、闵行校区各有一座中院，新中院的名称则是相对徐汇校区中院而来。此外，闵行校区今东中院，即原E教学楼，曾暂定命名为“新中院”。